# Mimosa invisa
Mimosa invisa är en ärtväxtart som beskrevs av Luigi Aloysius Colla. Mimosa invisa ingår i släktet mimosor, och familjen ärtväxter.

## Underarter
Arten delas in i följande underarter:
- M. i. echinocarpa
- M. i. inermis
- M. i. invisa

## Bildgalleri

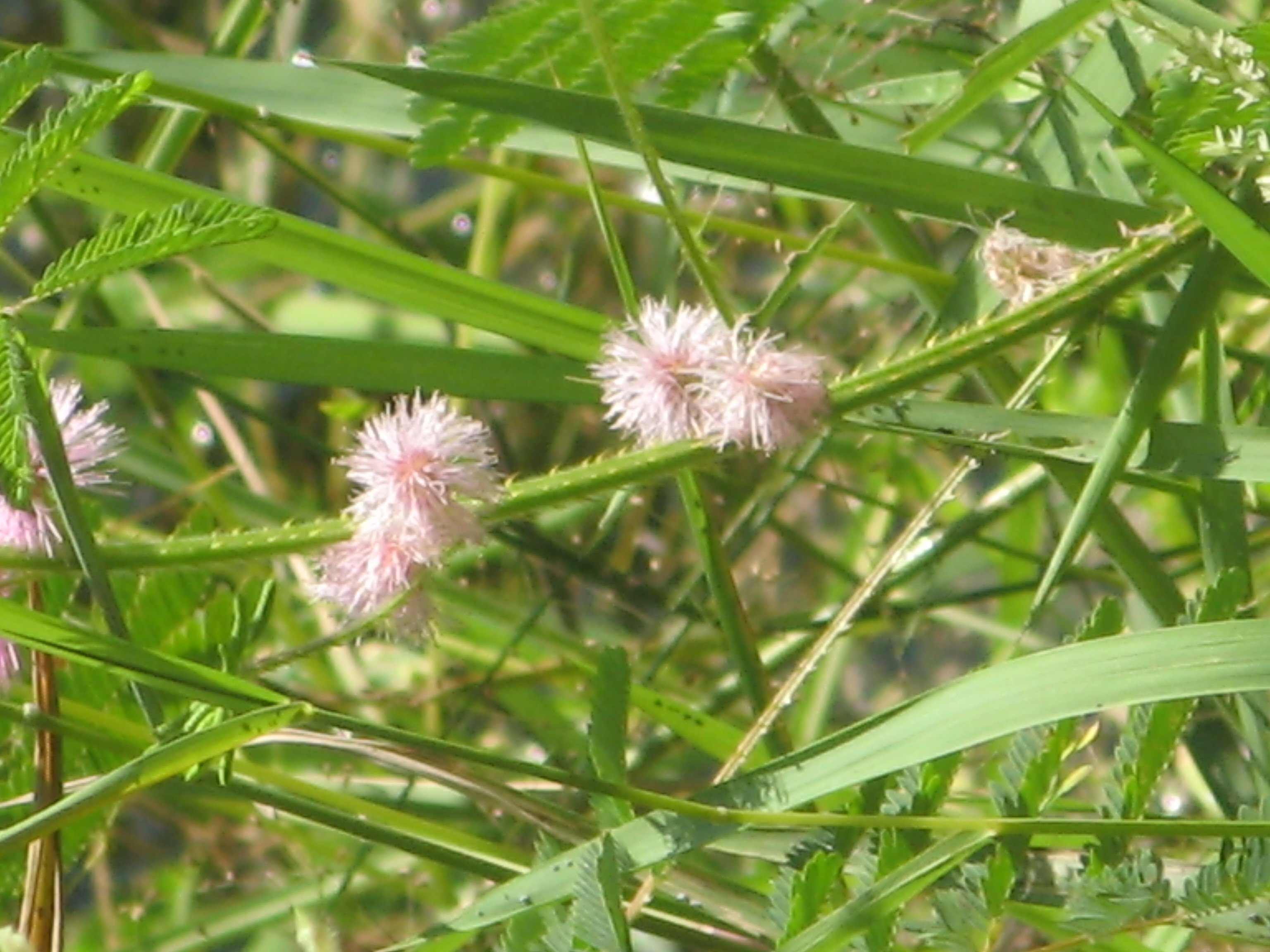
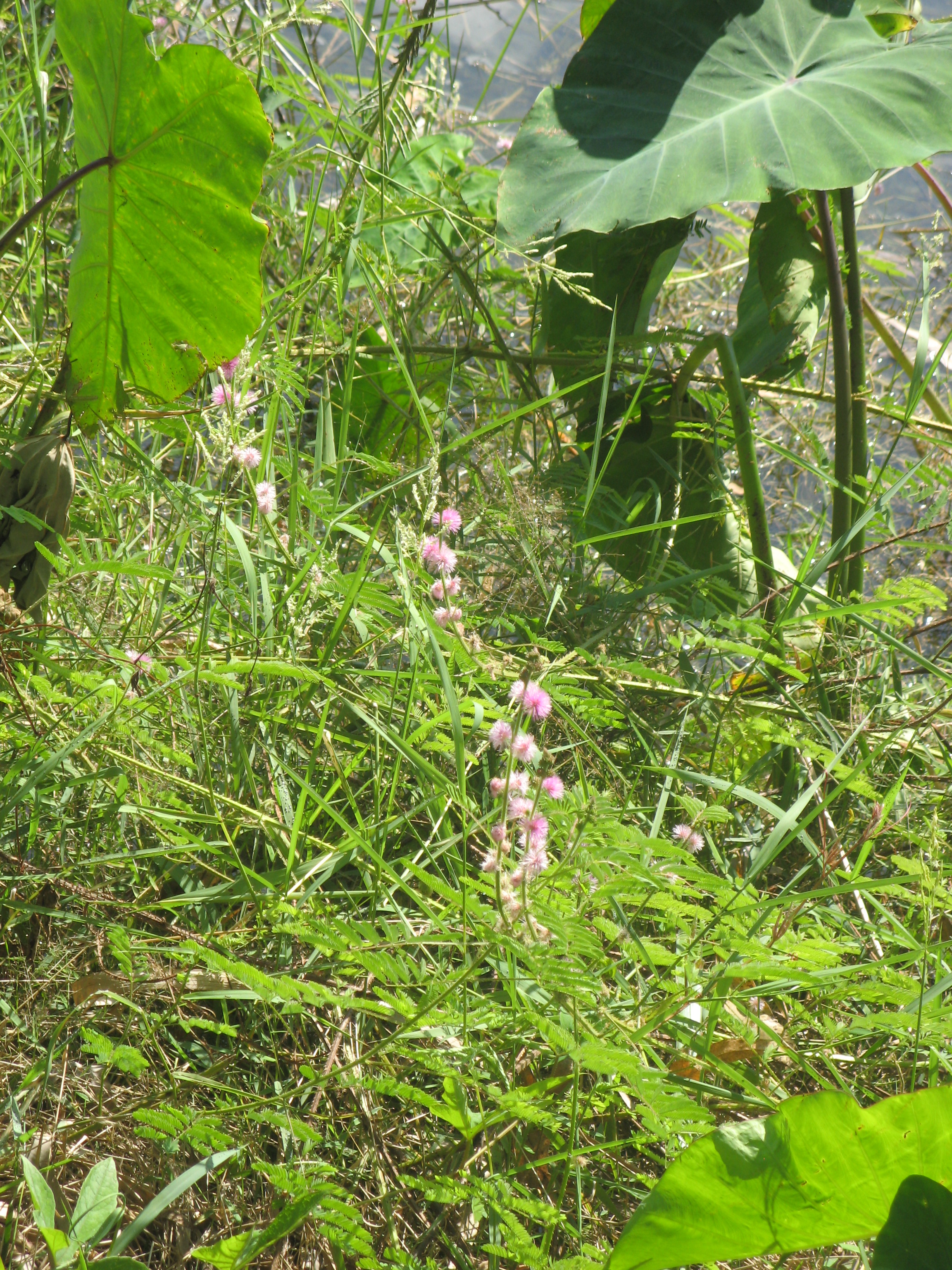
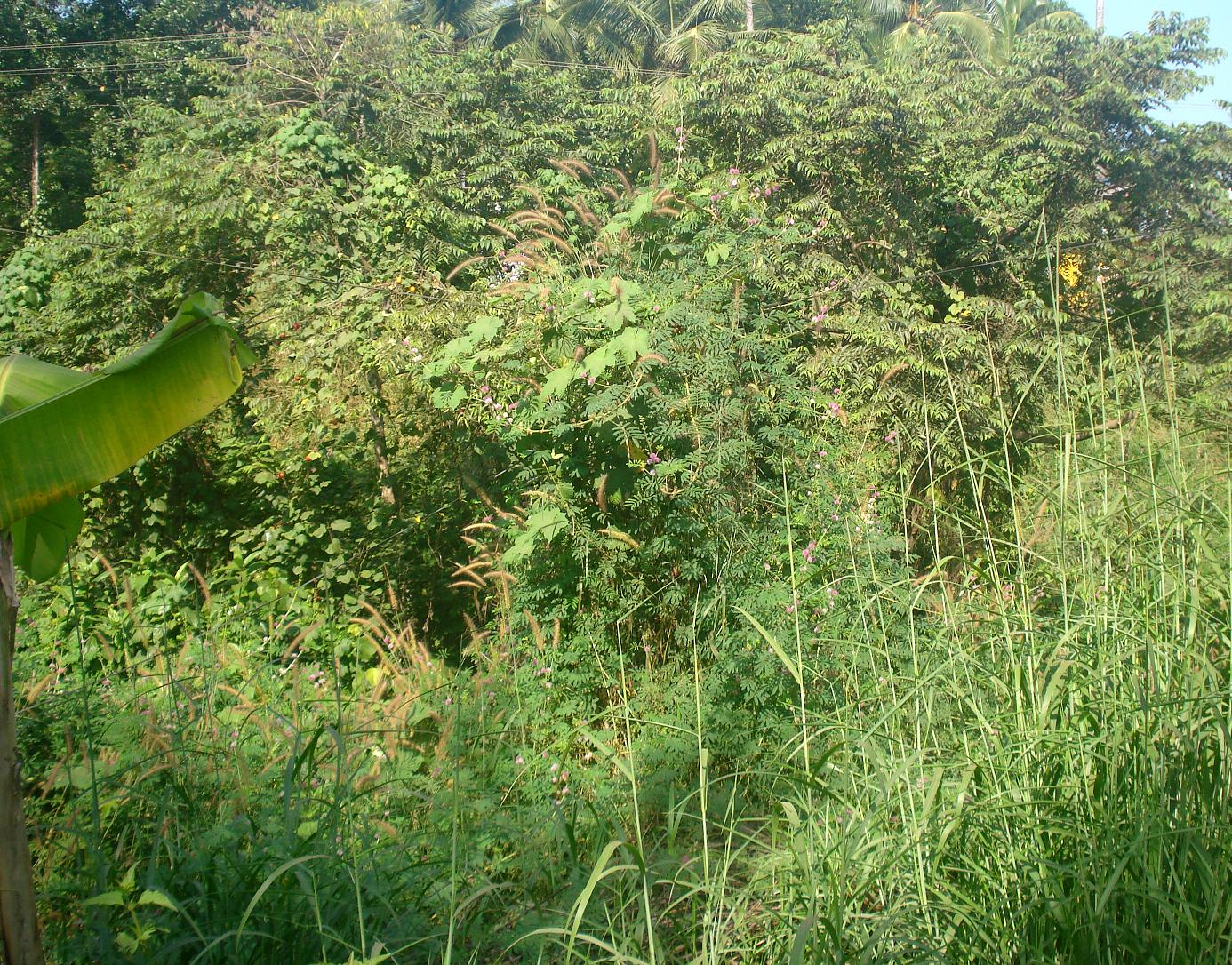
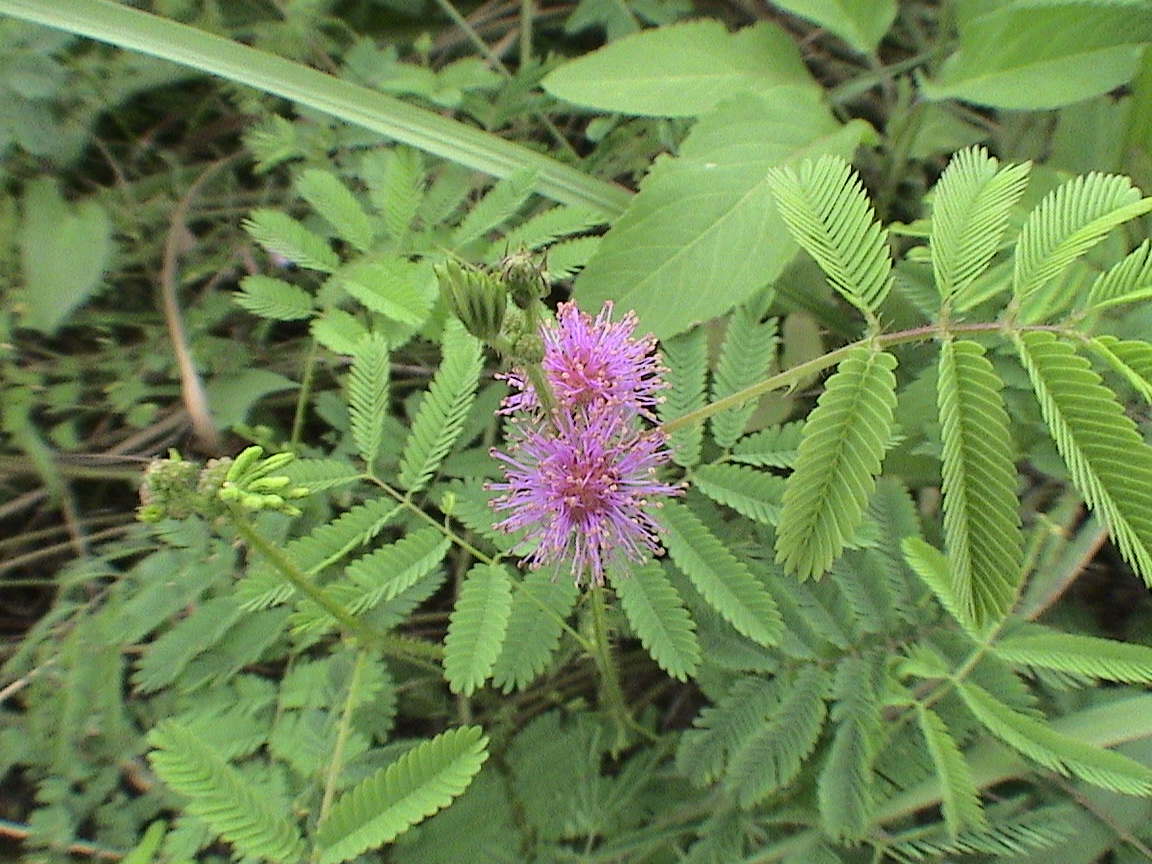